# Anisodactylus rudis
Anisodactylus rudis es una especie de escarabajo de tierra del género Anisodactylus, categorizada en la tribu Harpalini, de la subfamilia Harpalinae.

## Distribución
Se distribuye por América del Norte: Estados Unidos y Canadá.

## Taxonomía
Fue descrita por LeConte en 1863.
Tratamiento taxonómico
La especie aparece registrada y publicada en New species of North American Coleoptera. Prepared for the Smithsonian Institution. Part I. -. Smithsonian Miscellaneous Collections, 167: 86 pp. (Washington D. C.). (1863).